# 青仓站
青倉站（日语：／ Aokura eki */?）是一個位於兵庫縣朝來市物部字前田、屬於西日本旅客鐵道（JR西日本）播但線的鐵路車站。

## 車站結構

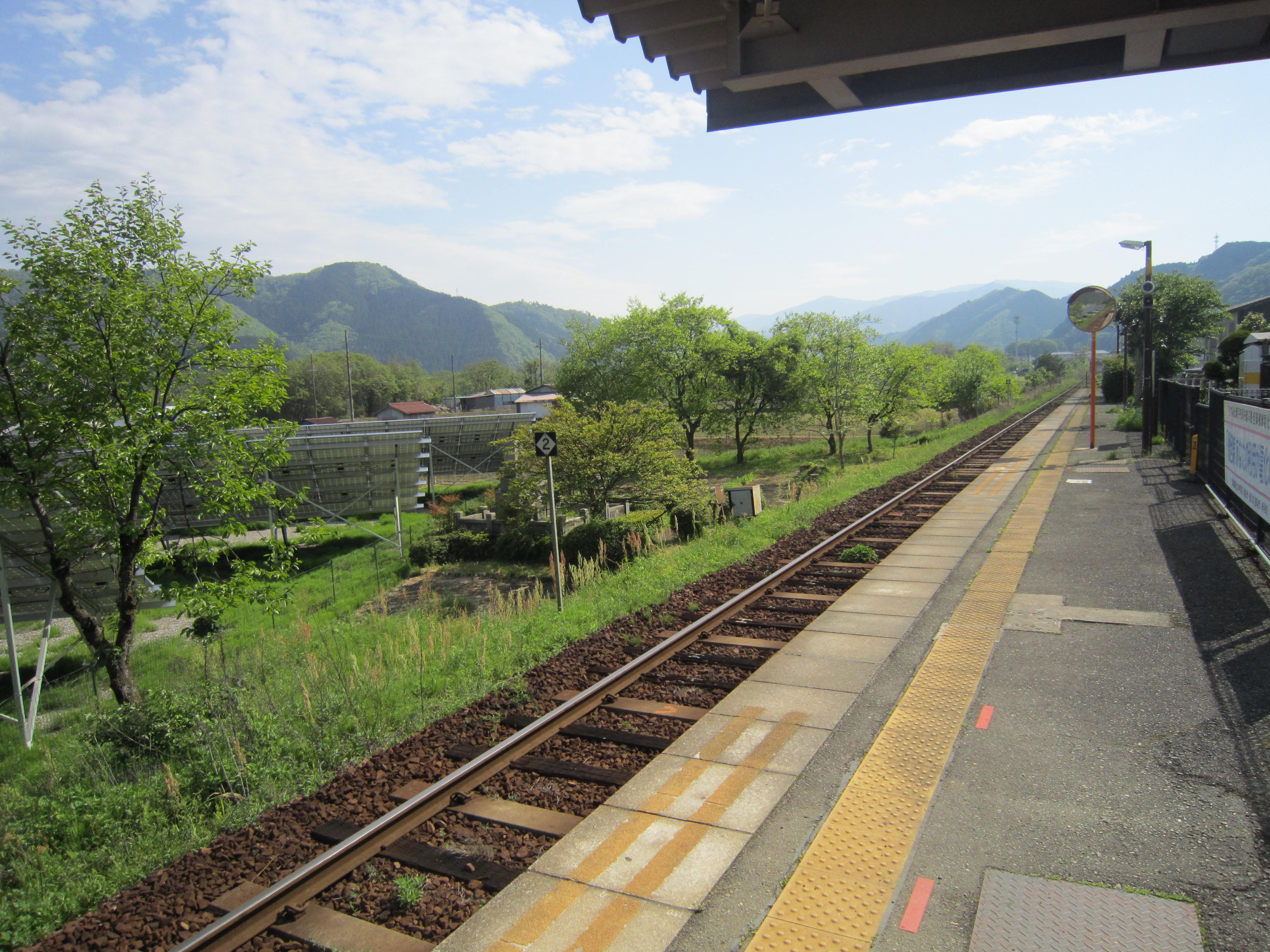
月台(2018年4月)

和田山方向左側的側式月台1面1線的地面車站。福崎站管理的無人站，為播但線唯一一個無法交會列車的車站。

## 使用情況
根據「兵庫縣統計書」，2016年（平成28年）度的1日平均上車人次為52人。
近年的1日平均上車人次如下表。
| 年度   | 1日平均 上車人次 |
| ------ | ---------------- |
| 1999年 | 88               |
| 2000年 | 94               |
| 2001年 | 93               |
| 2002年 | 83               |
| 2003年 | 82               |
| 2004年 | 66               |
| 2005年 | 71               |
| 2006年 | 68               |
| 2007年 | 64               |
| 2008年 | 64               |
| 2009年 | 62               |
| 2010年 | 54               |
| 2011年 | 52               |
| 2012年 | 43               |
| 2013年 | 43               |
| 2014年 | 45               |
| 2015年 | 52               |
| 2016年 | 52               |

## 相鄰車站
西日本旅客鐵道
 播但線
■快速、■普通
新井－青倉－竹田

## 外部連結
- 青倉｜車站資訊：JR出門網 - 西日本旅客鐵道